# Zdeněk Černý (lední hokejista)
Zdeněk Černý (* 1939) je bývalý český hokejový obránce a útočník. Nastupoval v nejvyšší hokejové soutěži, i když byl napůl slepý – neviděl na pravé oko. Emigroval do Kanady.

## Hokejová kariéra
Do TJ Gottwaldov přišel z TJ Spartak Královo Pole. V československé lize odehrál 3 sezóny, nastoupil v 63 ligových utkáních, dal 16 gólů a měl 7 asistencí.

## Klubové statistiky
| Sezona    | Klub                    | Soutěž  | Základní část | Základní část | Základní část | Základní část | Základní část |
| Sezona    | Klub                    | Soutěž  | Z             | G             | A             | B             | TM            |
| --------- | ----------------------- | ------- | ------------- | ------------- | ------------- | ------------- | ------------- |
| 1959/1960 | TJ Spartak Královo Pole | 2. liga | -             | -             | -             | -             | -             |
| 1960/1961 | TJ Gottwaldov           | 1. liga | 25            | 5             | 2             | 7             | 12            |
| 1961/1962 | TJ Gottwaldov           | 2. liga | -             | -             | -             | -             | -             |
| 1962/1963 | TJ Gottwaldov           | 2. liga | -             | -             | -             | -             | -             |
| 1963/1964 | TJ Gottwaldov           | 1. liga | 31            | 10            | 5             | 15            | 4             |
| 1964/1965 | TJ Gottwaldov           | 1. liga | 7             | 1             | 0             | 1             | 2             |